# 영조예필-송죽
영조예필-송죽(英祖睿筆-松竹)은 대한민국 경기도 수원시 영통구에 있는 조선시대의 어필이다. 2018년 4월 30일 경기도의 유형문화재 제326호로 지정되었다.

## 지정사유
흥선대원군 이하응의 배관기와 인장을 통해 필사자가 영조가 왕자시절 7세 때인 1700년(숙종 26)에 쓴 것임을 알 수 있다. 현존하는 영조의 필적 가운데 가장 이른 예이며, 조선후기 궁중장황 방식을 갖추고 있어 문화재로서의 가치를 지니고 있다.

## 참고 자료
- 영조예필-송죽 - 국가유산청 국가유산포털